# Elżbieta Wichrowska
Elżbieta Wichrowska (ur. 1962 w Cieplicach Śląskich-Zdroju, obecnie Jelenia Góra) – polska historyczka literatury i kultury, profesor nauk humanistycznych, pracowniczka Instytutu Polonistyki Stosowanej, profesor nadzwyczajny Uniwersytetu Warszawskiego, pisarka.

## Życiorys
Absolwentka XIII Liceum Ogólnokształcącego im. płk. Leopolda Lisa-Kuli oraz Uniwersytetu Warszawskiego (stopień magistra na Wydziale Polonistyki UW w 1986). W roku 2001 uzyskała stopień doktora w Instytucie Literatury Polskiej UW. W roku 2008 uzyskała stopień doktora habilitowanego.
Od 2012 profesor nadzwyczajna UW.
Od 2001 r. zatrudniona jako adiunktka w Zakładzie Literatury i Kultury Epok Dawnych w Instytucie Literatury Polskiej. Od 2008 adiunkt w Zakładzie Edytorstwa i Stylistyki w Instytucie Polonistyki Stosowanej. W latach 2008-2012 była wicedyrektorką Instytutu Polonistyki Stosowanej.
Od 2012 jest kierowniczką studiów doktoranckich Wydziału Polonistyki UW.
Od 2014 profesor tytularny.
Członkini Polskiego Towarzystwo do Badań nad Wiekiem Osiemnastym, Zespołu Literatury Polskiego Oświecenia UW, Zespół Edytorstwa Instytutu Badań Literackich PAN, Społecznego Towarzystwa Oświatowego (członkini – założycielka).
Członkini Rady Naukowej Przeglądu Humanistycznego.
Członkini redakcji Wiek Oświecenia, Ars Regia. Czasopismo poświęcone myśli i historii wolnomularstwa, Przegląd Humanistyczny (członek Rady redakcyjnej). Recenzentka pisma Prace Polonistyczne.
Członkini założycielka I Społecznego Liceum Ogólnokształcącego w Warszawie (i jednocześnie w Polsce) i wicedyrektorka w pierwszym okresie funkcjonowania szkoły.
Autorka książek poświęconych kulturze Oświecenia i Wielkiej Emigracji.
Pasjonatka tajemnic starej Warszawy.

## Zainteresowania naukowe
Diarystyka przełomu XVIII i XIX wieku, teoria oraz praktyka edytorstwa i tekstologii; historia literatury i kultury polskiej XVIII i pierwszej połowy XIX wieku; literatura wolnomularstwa w Polsce; dzieje emigracji polistopadowej we Francji, długie trwanie polskiego oświecenia.

## Publikacje
Publikacje naukowe
- Antologia poezji masońskiej.; Warszawa 1995; Wydawnictwo Fundacji „Historia pro Futuro”
- Oświecenie. Wyboru dokonały Irena Łossowska i Elżbieta Wichrowska. Seria 2, (Opracowania); Warszawa 1994; Wydawnictwo Wydziału Polonistyki UW; [wyd. 2 Warszawa 2001
- Kantorberego Tymowskiego posła ziemi częstochowskiej, wolnomularza i poety listy krajowe i emigracyjne.; Warszawa 1999; Wydawnictwo OPEN
- Kantorbery Tymowski w świetle nowych źródeł.; Warszawa 2001; Wydawnictwo Wydziału Polonistyki UW
- Kantorbery Tymowski: Poezje zebrane. Biblioteka Pisarzy Polskiego Oświecenia.  Warszawa 2006; Instytut Badań Literackich Polskiej Akademii Nauk ,Stowarzyszenie „Pro Cultura Litteraria”; (Biblioteka pisarzy Polskiego Oświecenia; t. 3)
- W stronę Francji…Z problemów literatury i kultury polskiego Oświecenia.  Warszawa 2007; Wydawnictwo Wydziału Polonistyki UW; (redakcja)
- Antoni Ostrowski, Ten biedny Mickiewicz. Zapiski z początków towiańszczyzny. Z rękopisu odczytała, skomentowała i wstępem poprzedziła Elżbieta Z. Wichrowska. Słowo/Obraz terytoria.; Gdańsk 2007
- Europejski kanon literacki. Dylematy XXI wieku.; Warszawa 2012; (redakcja tomu)
- Hipolit Klimaszewski. Nieznana karta z dziejów wielkiej emigracji.; Warszawa 2012; Wydawnictwo Veda
- Antoni Ostrowski „Życie najlepszej żony opisane przez czułego jej małżonka dla kochanych dzieci” oraz „Dziennik moich uczuciów, czyli elegia serca”.; Warszawa 2012;Spectrum Press
- Twoja śmierć.Początki dziennika intymnego w Polsce na przełomie XVIII i XIX wieku.

Powieści
- Na Pragę nie wrócę, Wydawnictwo MG, Warszawa 2014;
- Twarz z lustra, Wydawnictwo MG, Warszawa 2014.

## Nagrody i wyróżnienia
- 2004 oraz w 2007 – naukowa stypendialna nagroda Rektora UW.
- 2007 – wyróżnienie w 48. edycji Konkursu Polskiego Towarzystwa Wydawców Książek na Najpiękniejszą Książkę Roku (Książki naukowe, popularnonaukowe (humanistyka): Antoni Ostrowski, Ten biedny Mickiewicz. Zapiski z początków towiańszczyzny.
- 2010 – nagroda I stopnia Rektora UW.

## Inne
Autorka dwóch powieści związanych z historią Warszawa, Na Pragę nie wrócę (2014) i Twarz z lustra (2015).